# Гастролобіум
Гастролобіум (лат. Gastrolobium) — рід рослин родини бобові (Fabaceae), який включає більше 100 біологічних видів, що ростуть в Австралії. Переважна більшість видів є ендеміками штату Західна Австралія, тільки два вида зустрічаються в північній і центральній Австралії.
Значна кількість видів роду накопичує Sodium fluoroacetate — ключовий компонент отрути відомої під загальною назвою «1080», яка спричинювала смерть акліматизованих тварин в 40-вих роках XIX століття в Західній Австралії.

## Таксономія
В 30-ті та 40-ві роки XX століття Чарльз Гарднер і Гарольд Уілльям Беннеттс проробили величезної ваги роботу по ідентифікації інших видів гастролобіума в Західній Австралії. В результаті виконаної роботи в 1956 році появилось на світ видання «The Toxic Plants of Western Australia».
Деякі види з родів Jansonia, Nemcia та Brachysema були включені в рід Гастролобіум (Gastrolobium) в результаті публикації монографії Чандлера в 2002 році. Також, з часу опису в 40-вих роках XIX століття, деякі види були спочатку віднесені до роду Gastrolobium, потім до Oxylobium, а нарешті повернені в Gastrolobium.

## В літературі
В романі Жюль Верна «Діти капітана Гранта» тварини гинуть від покладеного у фураж Gastrolobium grandiflorum.